# 猿蓑
猿蓑（さるみの）は、向井去来と野沢凡兆が編集した俳諧撰集。半紙本2冊（乾・坤）。1691年（元禄4年）7月3日、井筒屋庄兵衛刊。書名は巻頭の松尾芭蕉句「初しぐれ猿も小蓑をほしげ也」の句に由来する。俳諧七部集の一つ。

## 概要
乾坤2冊からなり、宝井其角の序文に続き、乾には巻1～巻4まで四季発句を冬・夏・秋・春の順番に収め、坤には巻5として「鳶の羽も」「市中は」「灰汁桶の」「梅若菜」の四歌仙、巻6として芭蕉俳文「幻住庵記」と向井震軒による「後題」、幻住庵記訪問客や文音の発句35から成る「几右日記」を収め、内藤丈草の跋文を添える。発句部は382句、入集者は118名で、野沢凡兆41句、芭蕉の40句、去来・其角の25句と続く。一句作者も73名に及び、当時の蕉門俳人が網羅される。去来『俳諧問答』の「故翁奥羽の行脚より都へ越えたまひける、当門のはい諧すでに一変す。我ともがら幻住庵にになひ、杖を落柿舎に受て、略どのおもむきを得たり。瓢・さるみの是也」という記述から、幻住庵に仮寓する芭蕉のもとを去来・凡兆が訪ねたり、去来の別荘落柿舎に芭蕉を招いて指導を受けたりしながら、3人が一丸となって編集作業にあたったことがうかがえる。
芭蕉が監修者として全面的に関与し、森川許六が「俳諧の古今集也」（『宇陀法師』）と評したように、『おくのほそ道』行脚後の新風を具現した傑作として名高い。